# 로열 패밀리 (드라마)
《로열패밀리》는 2011년 3월 2일부터 2011년 4월 28일까지 방영된 문화방송 수목 미니시리즈이다.

## 등장인물

### 주요 인물
- 염정아 : 김인숙(42세) 역 (아역 : 김보라) - JK가 둘째 며느리, 'K'라는 이니셜로 불리는 여인
- 지성 : 한지훈(29세) 역 - 검사, 변호사
- 김영애 : 공순호(65세) 역 - JK그룹 회장
- 차예련 : 조현진(28세) 역 - 공순호의 딸
- 전노민 : 엄기도(45세) 역 - 정가원 수석 집사

### 정가원 사람들
- 전미선 : 임윤서 역 - 김인숙의 큰동서, 구성그룹의 장녀
- 서유정 : 양기정 역 - 김인숙의 막내 동서, 정치인의 딸
- 안내상 : 조동진 역 - 공순호의 맏아들, JK전자 사장
- 김영필 : 조동호 역 - 공순호의 둘째 아들, 인숙의 남편, 신경외과의
- 김정학 : 조동민 역 - 공순호의 셋째 아들, JK물산 전무
- 독고영재 : 김태혁 역 - JK 고문 변호사
- 동호 : 조병준 역 - 인숙의 아들, 고등학생, 하버드대 예비생

### 한지훈의 주변 인물
- 기태영 : 강충기 역 - 서울지검 검사, 강일식의 아들, 한지훈의 대학 친구
- 이기영 : 강일식 역 - 변호사, 한지훈의 살인혐의에 대한 변호
- 조상기 : 제임스 딘 역 - 한지훈의 친구, 사기 6범
- 류담 : 깍치 역 - 한지훈의 고아원 후배

### 그 외 주변 인물
- 김혜옥 : 서순애 역 (젊은 시절 전소민) - 요양원 환자
- 이채영 : 박민경 역 - YGN 기자, 인텔리 꽃뱀

### 그 외 인물
- 하연주 : 지은 역 - 윤서의 딸
- 이다희 : 이유선 역
- 민준현 : 참모 역
- 전수경 : 캐리 김역
- 케빈 위어 : 딜랑 사장역
- 최윤소 : 유신아 역
- 홀먼 피터 로널드 : 조니 역 (어린 조니 대니얼 현우 라샤펠)
- 이창 : 백두산 팀장 역
- 오미희 : 진숙향 역 - 백형인 대선후보부인
- 최은석 : 조폭 역
- 이두익 : 하변호사 역
- 김유리 : 고은 역
- 장태민 : 기자 역
- 김형준 : 기자 역
- 하이석 : MC 역
- 이재욱
- 김현숙
- 정세인
- 박성균
- 김영무

## 수상
- 2011년 MBC 연기대상 특별상 김영애

## 시청률
최저 시청률과 최고 시청률은 시청률 조사회사와 지역별로 시청률에 차이가 있을 수 있습니다.
| 2011년 | 2011년   | 2011년         | 2011년       | 2011년         | 2011년       |
| 회차   | 방송일   | TNmS 시청률    | TNmS 시청률  | AGB 시청률     | AGB 시청률   |
| 회차   | 방송일   | 대한민국(전국) | 서울(수도권) | 대한민국(전국) | 서울(수도권) |
| ------ | -------- | -------------- | ------------ | -------------- | ------------ |
| 제1회  | 3월 2일  | 5.8%           | 7.6%         | 7.0%           | 8.8%         |
| 제2회  | 3월 3일  | 5.6%           | 7.8%         | 7.3%           | 9.5%         |
| 제3회  | 3월 9일  | 7.4%           | 9.3%         | 8.7%           | 10.6%        |
| 제4회  | 3월 10일 | 6.0%           | 8.5%         | 7.8%           | 9.7%         |
| 제5회  | 3월 16일 | 10.6%          | 13.8%        | 14.4%          | 16.8%        |
| 제6회  | 3월 17일 | 11.4%          | 14.4%        | 14.4%          | 16.9%        |
| 제7회  | 3월 23일 | 12.1%          | 15.7%        | 15.7%          | 18.8%        |
| 제8회  | 3월 24일 | 11.9%          | 15.6%        | 14.9%          | 17.6%        |
| 제9회  | 3월 30일 | 11.1%          | 12.8%        | 14.0%          | 17.2%        |
| 제10회 | 3월 31일 | 11.1%          | 13.8%        | 13.7%          | 15.9%        |
| 제11회 | 4월 6일  | 9.7%           | 11.9%        | 12.9%          | 15.3%        |
| 제12회 | 4월 7일  | 10.1%          | 12.1%        | 12.5%          | 15.0%        |
| 제13회 | 4월 13일 | 9.0%           | 10.6%        | 12.5%          | 14.5%        |
| 제14회 | 4월 14일 | 9.5%           | 11.9%        | 13.1%          | 15.4%        |
| 제15회 | 4월 20일 | 10.0%          | 12.8%        | 13.0%          | 15.5%        |
| 제16회 | 4월 21일 | 10.3%          | 13.2%        | 13.1%          | 15.1%        |
| 제17회 | 4월 27일 | 10.4%          | 13.3%        | 13.4%          | 15.1%        |
| 제18회 | 4월 28일 | 10.8%          | 13.9%        | 12.2%          | 14.0%        |

## 연장
- 2011년 4월 19일 : 로열 패밀리 방영 분량이 16부작에서 2회 연장되어 18부작으로 변경 및 확정되었다.

## 경쟁 프로그램
- 싸인 (SBS)
- 49일 (SBS)
- 가시나무새 (KBS 2TV)